# Montebuono (Sorano)
Montebuono is een plaats (frazione) in de Italiaanse gemeente Sorano.